# Hogar

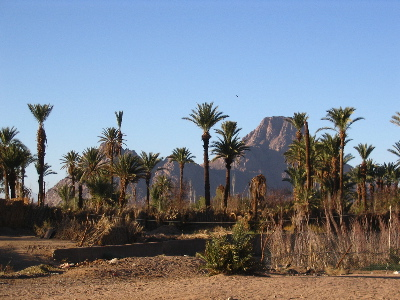

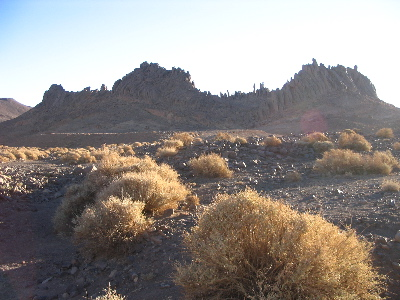
Vegetação típica das montanhas Hogar

O Maciço de Hogar (Hoggar; em árabe: جبال هقار) é uma cadeia de montanhas que se ergue subitamente a oeste de Tamanrassete, Argélia. 

## Geologia
A região tem uma altura média de 900 metros acima do nível do mar, o ponto mais elevado é o Monte Tahat, ao centro de Atakor. Culmina a 3.003 metros da altura, e é também o pico mais elevado de Argélia. O maciço de Hogar é essencialmente constituído por rochas vulcânicas e constitui uma vasta região pedregosa dentro do deserto do Saara.

## Clima
O clima é extremamente quente durante todo o verão, mas durante o inverno à noite as temperaturas caem para 0°C. A queda de chuva é rara e esporádica. No entanto o clima é menos extremo que outras áreas do Saara, o Hogar é um local de grande biodiversidade e espécies raras.

## Povos nômades
O maciço de Hogar é a terra dos imuagues, uma tribo do povo tuaregue. O oásis de Abalassa próximo à cidade de Tamanrassete é o local onde se encontra a tumba da famosa líder Tin Hinan, a matriarca que acredita-se ter sido a ancestral do povo tuaregue nas montanhas Hogar. De acordo com a lenda, Tin Hinan veio das montanhas Tafilete, região da Cordilheira do Atlas. O local mais famoso e visitado é Assekrem, onde Charles de Foucauld viveu no verão de 1905. É também muito próximo ao Trópico de Câncer. A cidade mais próxima é Tamanrassete, construída no vale desértico ou uádi.
Hoje a região de Hogar é o primeiro destino turístico da Argélia.

## Galeria

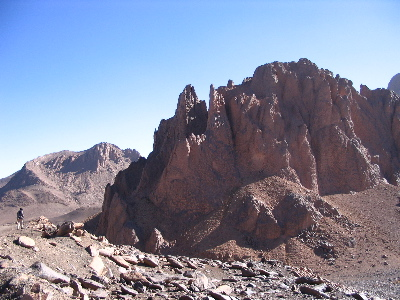
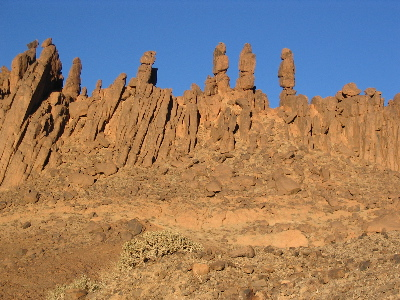
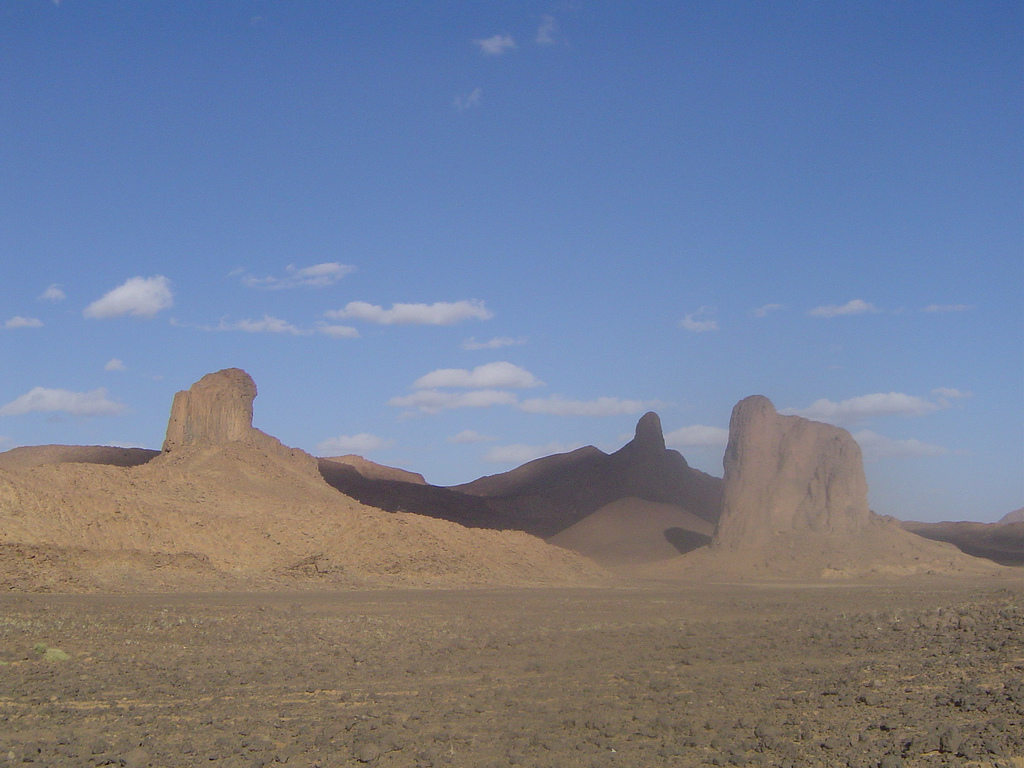
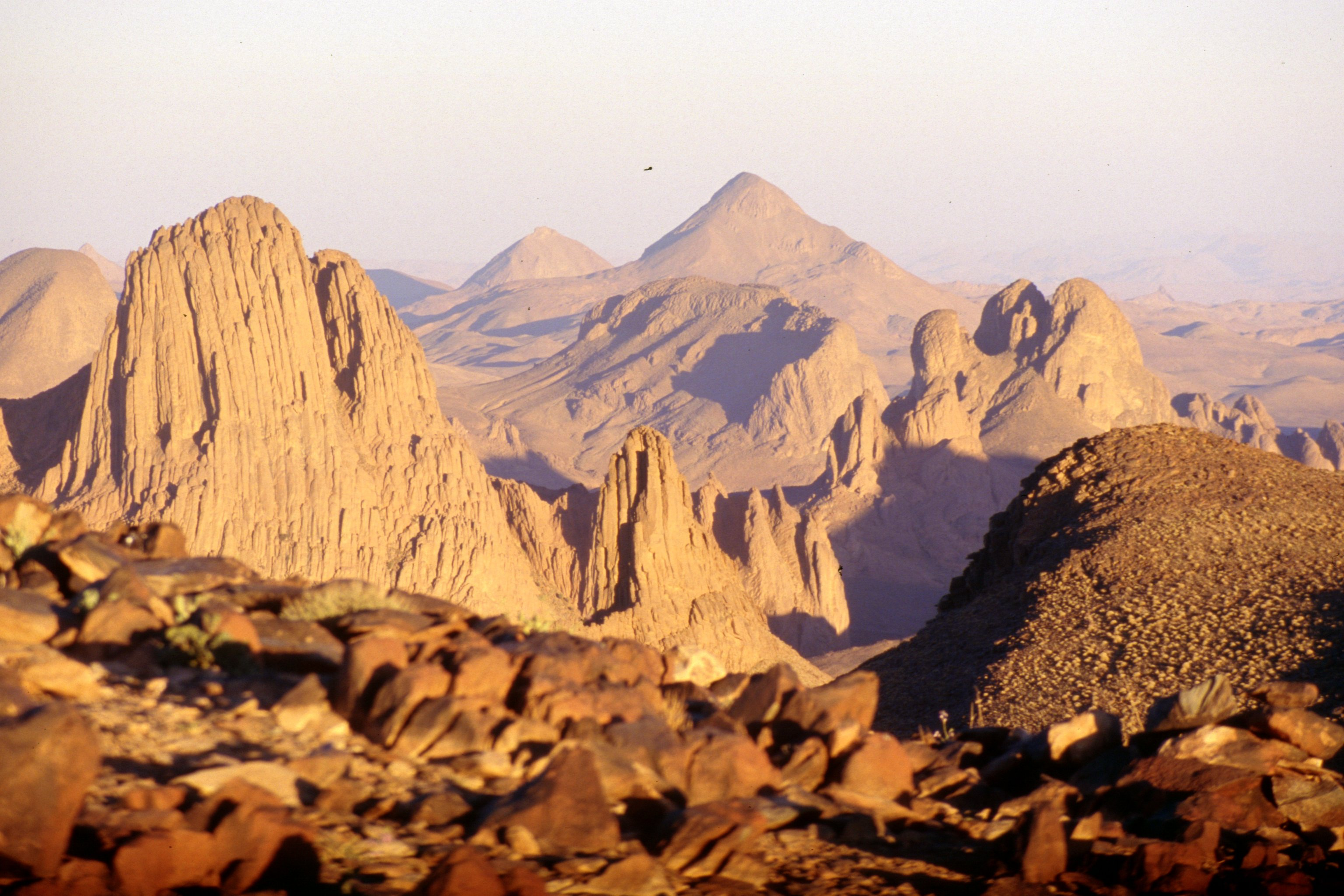
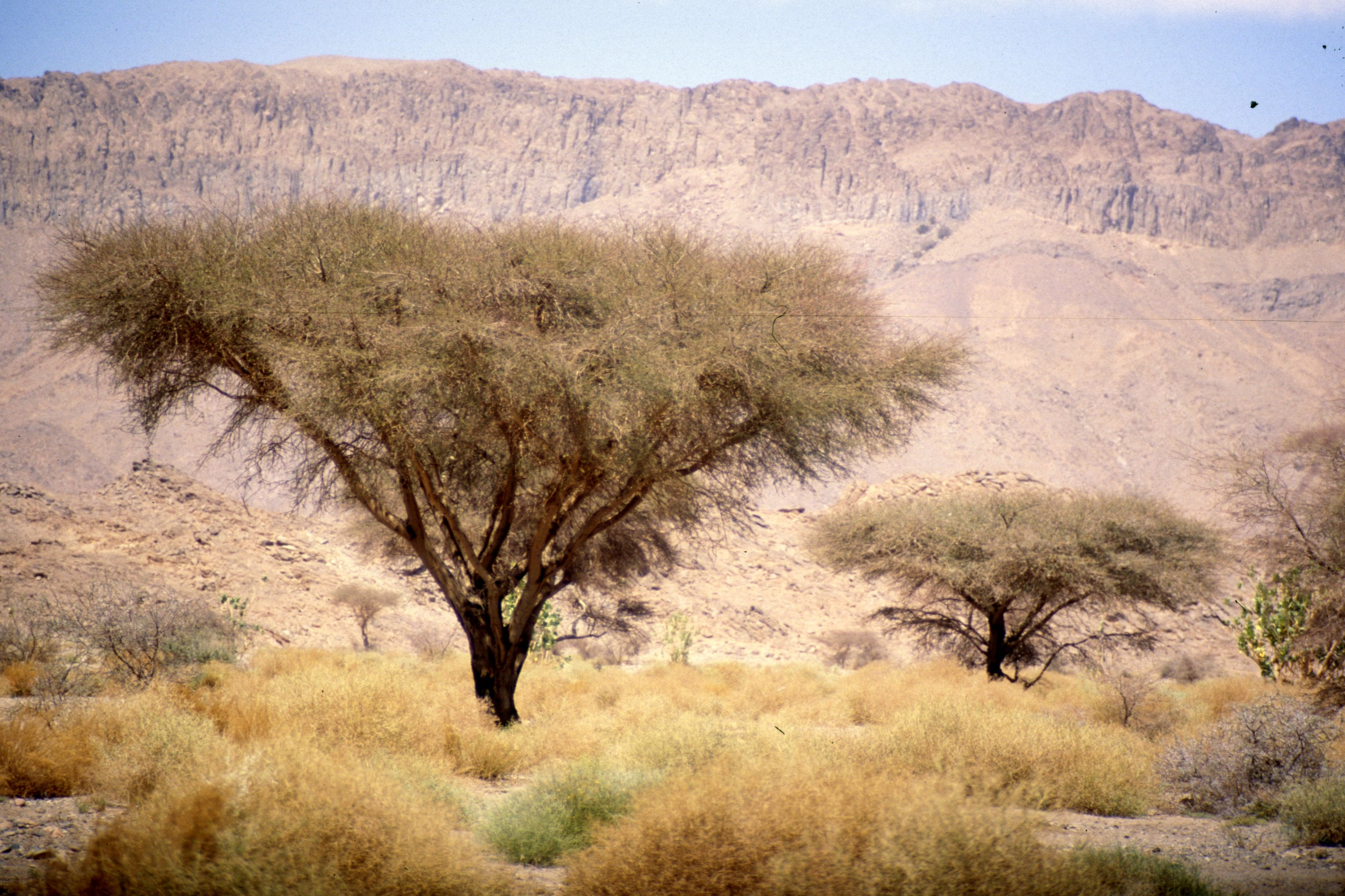
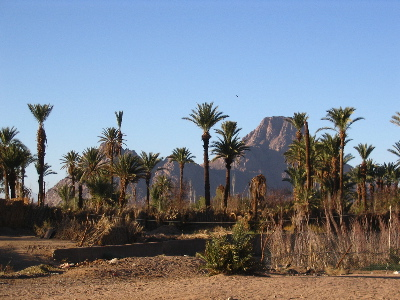
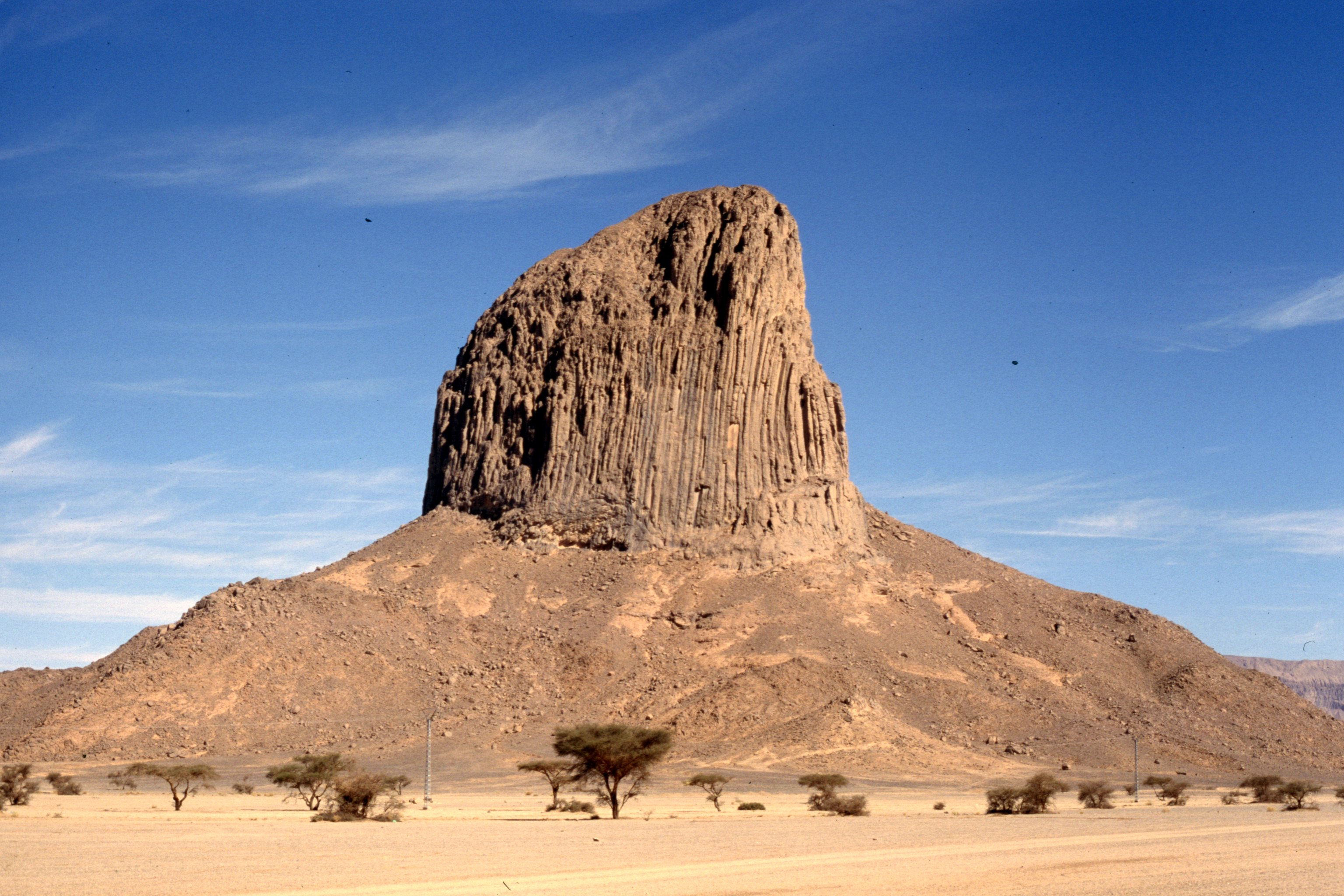
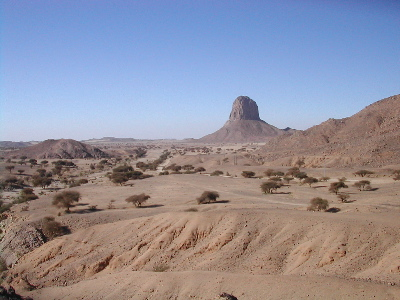